# 高田良信
高田 良信（たかだ りょうしん、1941年2月22日 - 2017年4月26日）は、聖徳宗の僧侶（法隆寺長老）・仏教学者・歴史学者、奈良県出身。
「法隆寺学」の確立をライフワークとしていた。女優の高田聖子は娘。

## 略歴
1953年8月、聖徳宗法隆寺に入寺。佐伯良謙管主の徒弟となる。1954年得度。1965年、龍谷大学大学院修士課程修了。法隆寺文化財保存事務所所長・法隆寺執事・執事長、法起寺住職を歴任し、法隆寺128世管主・聖徳宗第5代管長に就く。
百済観音堂の落成を機に退任し、法隆寺長老、法隆寺實相院住職を務めた。
2017年4月26日午前7時20分、老衰のため死去。76歳没。

## 著書
- 『法隆寺のなぞ』（主婦の友社、1977年）
- 『近代法隆寺の歴史』（同朋舎、1980年）
- 『法隆寺子院の研究』（同朋舎、1981年）
- 『法隆寺の秘話』（小学館、1985年）
- 『「法隆寺日記」をひらく―廃仏毀釈から100年』（日本放送出版協会、1986年）
- 『日本の古寺美術〈1〉 法隆寺Ⅰ　歴史と古文献』（保育社、1987年）
- 『中宮寺法輪寺法起寺の歴史と年表』（ワコー美術出版、1984年）
- 『法隆寺の歴史と年表』（ワコー美術出版、1984年）
- 『シルクロードから来た天女―法隆寺・飛天開眼』（徳間書店、1988年）
- 『法隆寺の謎を解く』（小学館、1990年）
- 『追跡（ドキュメント）！法隆寺の秘宝』（徳間書店、1990年） 堀田謹吾との共著
- 『私の法隆寺案内』（日本放送出版協会、1990年）
- 『法隆寺国宝散歩―日本の美と心のふるさとを訪ねる』（講談社、1991年）
- 『法隆寺の謎と秘話』（小学館ライブラリー、1993年）
- 『法隆寺建立の謎―聖徳太子と藤ノ木古墳』（春秋社、1993年）
- 『法隆寺千四百年』（とんぼの本・新潮社、1994年）
- 『法隆寺の四季と行事』（小学館、1995年）
- 『世界文化遺産　法隆寺』（歴史文化ライブラリー・吉川弘文館、1996年）
- 『法隆寺の謎』（小学館、1998年）
- 『世界文化遺産　法隆寺を語る』（柳原出版、2007年）
- 『法隆寺辞典 法隆寺年表』（柳原出版、2007年）

### 論文
- CiNii>高田良信
- INBUDS>高田良信